# پروتکل جریان بلادرنگ

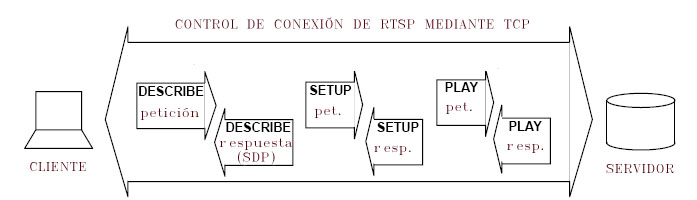
RTSP Protocol in application layer

پروتکل جریان بلادرنگ مخفف آرتی‌اس‌پی (به انگلیسی: RTSP:Real-Time Streaming Protocol) پروتکلی که در لایه کاربرد قرار دارد و وظیفهٔ آن، کنترل انتقال داده به صورت زنده است. آرتی‌اس‌پی چهارچوبی برای انتقال مستقیم دادهٔ زنده مانند صدا و تصویر فراهم می‌کند. داده مبدا می‌تواند، دادهٔ زنده یا ضبط شده باشد. این پروتکل امکان انتقال چندگانهٔ داده را با استفاده یودی‌پی، یودی‌پی پراکنده یا تی‌سی‌پی می‌دهد. در عین حال این پروتکل ابزاری برای انتقال داده از طریق آرتی‌پی هم فراهم می‌کند.